# Kurija Keglević (Zlatar)
Kurija Keglević  je rimokatolička građevina u gradu Zlatar,  zaštićeno kulturno dobro.

## Opis dobra
Kuriju je jednokatnica pravokutnog tlocrta s četveroslivnim krovom, smještena je u samom središtu Zlatara, nasuprot župnoj crkvi, uvučena od trga i odijeljena vrtom. Oblikovanje vanjskog zidnog plašta odudara od do tada uobičajene sheme različitog tretiranja zona prizemlja i kata, tako da pročelja imaju lezenama naglašene osi, tvoreći polja s prozorskim otvorima, dok je horizontalna podjela izostala. Kat je istaknut bogatijom dekoracijom prozora s motivom draperije sa zvončićima i okvirima sa zaglavnim kamenom. Građena vjerojatno krajem 18. st., značajan je primjer baroknog jednokrilnog dvorca koji donosi određene promjene u do tada ustaljenu shemu oblikovanja dvoraca ove tipološke skupine.

## Zaštita
Pod oznakom Z-1783 zavedena je kao nepokretno kulturno dobro - pojedinačno, pravnog statusa zaštićena kulturnog dobra, klasificirano kao "sakralna graditeljska baština".